# San Isidro (Leyte)
Pour les articles homonymes, voir San Isidro.
San Isidro est une municipalité de la province de Leyte, aux Philippines.